# 20036 Marcboucher
20036 Marcboucher è un asteroide della fascia principale. Scoperto nel 1992, presenta un'orbita caratterizzata da un semiasse maggiore pari a 2,409964 UA e da un'eccentricità di 0,187763, inclinata di 4,137514° rispetto all'eclittica. Ha un diametro di 9,957 km.